# Mulsanteus darlingtoni
Mulsanteus darlingtoni là một loài bọ cánh cứng trong họ Elateridae. Loài này được Ball & Maddison miêu tả khoa học năm 1987.